# Sophie's Hero
Sophie's Hero è un cortometraggio muto del 1913 diretto da Jess Robbins.

## Trama
Alkali Ike usa lo stratagemma di travestirsi da orso per spaventare e scacciare i rivali, gli altri pretendenti di Sophie, la sua bella.

## Produzione
Il film fu prodotto dalla Essanay Film Manufacturing Company. Venne girato a Niles. Gilbert M. 'Broncho Billy' Anderson, fondatore della casa di produzione Essanay (che aveva la sua sede a Chicago), aveva individuato nella cittadina californiana di Niles il luogo ideale per trasferirvi una sede distaccata della casa madre. Niles diventò, così, il set dei numerosi western prodotti da Anderson.

## Distribuzione
Distribuito dalla General Film Company, il film - un cortometraggio di una bobina - uscì nelle sale cinematografiche USA il 29 novembre 1913.